# Karlsbäck
Karlsbäck är en före detta småort i Bjurholms kommun, Västerbottens län belägen väster om Lögdeälven, norr om Karlsbäcken och sydväst om Bjurholm.